# Joseph François Dupleix
Joseph François Dupleix, (Landrecies 1 de enero de 1697-París, 10 de noviembre de 1763), administrador colonial y líder francés en la India durante los conflictos anglo-franceses del siglo XVIII y rival de Robert Clive.

## Biografía
Joseph François Dupleix nació en 1697, hijo de un general que deseaba que Joseph se dedicara al comercio. Por ello lo envía de viaje a la India en 1715 en un barco de la Compañía Francesa de las Indias Orientales. Realiza numerosos desplazamientos entre América e India y en 1720 es nombrado miembro del consejo superior de Puducherry. Demuestra un gran sentido para los negocios y adicionalmente a sus deberes oficiales, se dedica a la especulación, lo que le genera un fortuna personal. En 1730 se convierte en superintendente de asuntos franceses en Chandernagor.
En 1741 se había casado con Jeanne Albert, viuda de un consejero de la compañía, mujer de carácter fuerte conocida en la India como Joanna Begum y que fue de gran utilidad para las negociaciones entre su esposo y los príncipes locales.

### Gobernador general de los asuntos franceses en la India
Su reputación le procura en 1742 el puesto de Gobernador general de todos los asuntos franceses en la India. Ambicionaba conseguir para Francia grandes territorios en la India, a cuyo efecto se relaciona con los príncipes locales y adopta sus costumbres en su vida privada. Se crea un celo recíproco entre Dupleix y Bertrand-François Mahé de La Bourdonnais, gobernador de Reunión (departamento de Francia).
Cuando la ciudad de Madras capitula ante los franceses, durante la guerra de sucesión austríaca, Dupleix se opone a la restitución de dicha ciudad a los ingleses, los términos de la Paz de Aquisgrán (1748). Envía una expedición contra el fuerte de San David (1747) que fue defendido por aliados de los ingleses. Dupleix consigue vencerlos pero no logra tomar el control del fuerte.
En 1748 Puducherry fue asediado por los británicos, pero se logró la paz en Aquisgrán. Dupleix entra en negociaciones para asegurarse el sur de la India y envía un ejército a ayudar a uno de los pretendientes de Carnatic. Los británicos estaban de parte de sus rivales.
El conflicto entre las dos potencias continuará hasta 1754, cuando el gobierno de Luis XV de Francia, ansioso de hacer la paz, envía un comisario especial para reemplazar a Dupleix. Las órdenes fueron cumplidas con brutalidad inútil. Lo que restaba de la obra de Dupleix fue destruido y él mismo fue obligado a embarcar hacia Francia el 12 de octubre.

### Últimos años
Había colocado su fortuna personal en la causa colonial, pero la compañía se niega a reconocerle una indemnización y el gobierno también, alegando que se trataba de un aventurero ambicioso. El más grande gobernador colonial francés muere en la indigencia el 10 de noviembre de 1763.